# Миронов, Андрей Викторович
Андрей Викторович Миронов (род. 24 января 1982, Уфа) — российский хоккеист, нападающий, тренер.

## Биография
Воспитанник уфимского «Салавата Юлаева». Начинал играть в первой лиге за команды «Новойл» (1998/99), «Салават Юлаев-2» (1999/2000), «Амур-2» (2000/01). В 2001—2002 годах выступал в Суперлиге за «Амур». В сезоне 2002/03 выступал также за «Энергию» Кемерово и «Ладу-2» Тольятти. В  чемпионате Белоруссии играл за «Неман» Гродно (2004/05) и «Химик»-СКА Новополоцк (2004/05 — 2005/06). Выступал в высших лигах России за «Торос» и «Салават Юлаев-2» (2006/07), за «Капитан» и «Югру» (2007/08).
С 2011 года — тренер в системе СКА (команда 2004 года рождения). В 2016—2022 годах — также тренер в юниорской сборной России (серебряный призер юниорского чемпионата мира 2019, победитель Зимних юношеских олимпийских игр 2020).  Обладатель кубка Глинки/Грецки 2021год. Чемпион молодежной хоккейной лиги 2022 год., команда СКА 1946. Бронзовый призер молодежной хоккейной лиги 2023 год. С сезона 2023/24 — тренер в команде ВХЛ «Омские крылья».